# تشارلز آموس كامينغز
تشارلز آموس كامينغز (بالإنجليزية: Charles Amos Cummings)‏ هو مهندس معماري أمريكي، ولد في 26 يونيو 1833، وتوفي في 11 أغسطس 1905.